# Bhima
Bhima, biflod till Krishna, i mellersta delen av Indien, 594 km lång, upprinner i östra delen av Västra Ghats, 59 km från staden Pune i Maharashtra, och utmynnar norr om staden Raichur i Andhra Pradesh.